# 도미니크 프로
도미니크 프로(Dominique Frot, 1962년 8월 23일 ~ )는 프랑스의 배우이다.